# Îles Hawar
Pour les articles homonymes, voir Hawar.
Les îles Hawar, en arabe Juzur Ḥawār, جزر حوار, sont un archipel de Bahreïn situé dans le golfe de Bahreïn, à proximité immédiate des côtes du Qatar. Elles constituent une ancienne municipalité de Bahreïn et sont rattachées au gouvernorat méridional. Hawar constitue la plus grande île de l'archipel.

## Histoire
Le Qatar a revendiqué les îles Hawar en 1991. L'affaire, portée devant la Cour internationale de justice, s'est réglée le 8 juillet par un abandon des revendications qataries sur ces îles en même temps que Bahreïn renonçait aux siennes sur une partie de la péninsule qui constitue le Qatar.

## Site Ramsar
Le 27 octobre 1997, les îles Hawar sont reconnues au titre de site Ramsar.